# Xubuntu
Xubuntu is een door Canonical erkende, op Ubuntu gebaseerde Linuxdistributie. Xubuntu gebruikt als desktopomgeving Xfce. Vandaar de X van Xubuntu. Xfce, en daarmee Xubuntu, zou minder capaciteit van een pc vergen dan andere Linuxdistributies, zoals GNOME, KDE, of Mate. Er zijn echter recensies die stellen dat dit niet altijd waar blijkt te zijn. Niettemin wordt Xubuntu vaak gezien als een desktopomgeving voor oudere hardware met minder werkgeheugen en minder rekenkracht.
Niettemin is Xubuntu een volwaardige desktopomgeving, en dus ook geschikt voor de nieuwste computers.
Xubuntu wordt door de gemeenschap ondersteund en ontwikkeld. Xubuntu heeft als doel het uitbrengen van een Linuxdistributie die "gemakkelijk te gebruiken is (...), zich richt op integratie, gebruiksgemak en hoge prestaties, met verhoogde aandacht voor een laag geheugengebruik (...), gebaseerd op de waarden en idealen van Ubuntu."

## Uitgangspunten
Het Xubuntu-team heeft vier uitgangspunten:
- Bruikbaarheid. Xubuntu helpt de gebruiker zijn taken af te handelen, zonder daarbij in de weg te staan. Daarbij zijn diverse aspecten en kenmerken van Xubuntu aan te passen.
- Prestatie. Xubuntu zorgt ervoor dat de gebruiker het meeste uit zijn hardware haalt, en is daarbij gebruiksvriendelijk. Xubuntu functioneert ook goed op enigszins oude machines.
- Klaar voor gebruik. De Xubuntu-gebruikerservaring is soepel en uniform vanaf het opstarten tot en met het afsluiten. Alle aspecten van het besturingssysteem moeten geïntegreerd en afgewerkt zijn.
- Gemeenschap. De gemeenschap en de communicatie moet zo stevig zijn dat de inspanningen van degenen die bijdragen zich kunnen richten op het verbeteren van Xubuntu en niet op het wegwerken van onbelangrijke kleinigheden.

## Gemeenschap
Xubuntu is, zoals veel opensourceprojecten, het resultaat van vrijwillige inzet van de gemeenschap. Mensen dragen bij naar eigen kunde en kennis. Gebruikers van Xubuntu met kennis van programmeren kunnen bijdragen aan het vernieuwen en verbeteren van de programmacode. Gebruikers die meer dan één taal spreken kunnen documentatie, handleidingen, en programmatuur vertalen. Gebruikers kunnen bijdragen aan het testen door nieuwe versies van Xubuntu te installeren, op een extra partitie, een USB-stick of een virtuele machine, en testscripts uit te voeren, die publiekelijk toegankelijk zijn. Ook heeft de gemeenschap vormgevers nodig, voor de sites, promotiemateriaal en software.
Algemeen geldt dat de gemeenschap, zoals bijvoorbeeld die van Xubuntu, Engelstalig communiceert. Omdat de mensen die bijdragen over de hele wereld verspreid wonen en werken wordt gebruik gemaakt van communicatiemiddelen zoals maillijsten, Internet Relay Chat, publiek toegankelijke websites en wiki's. Om de gemeenschap in staat moet zijn bij te dragen is alle informatie, zoals testscripts, foutmeldingen, broncode, vergadernotulen, chatgeschiedenissen publiek toegankelijk. Xubuntu, zoals veel andere van Ubuntu afgeleide linux-distributies, maakt daarbij gebruik van de infrastructuur en middelen van Ubuntu, van Canonical.

## Standaardsoftwarepakketten aanwezig in Xubuntu
Een standaardinstallatie van Xubuntu bevat software die voor dagelijks computergebruik geschikt is:
- E-mail: Mozilla Thunderbird
- Kantoor: LibreOffice Write, LibreOffice Calc
- Internet: Mozilla Firefox

Daarnaast bevat het een pdf-lezer, een mediaspeler, fotobewerkingssoftware, scan- en chatsoftware.

## Ontwikkelcyclus
De Xubuntu-ontwikkelcyclus sluit aan bij die van Ubuntu: twee keer per jaar wordt een nieuwe versie gelanceerd. Normale versies worden 9 maanden ondersteund en van updates voorzien. Elke twee jaar komt een versie uit die langer ondersteund wordt. Deze versies worden gekenmerkt door de afkorting "LTS", wat staat voor "long time support" (langdurige ondersteuning). Deze versies worden 3 jaar ondersteund en van updates voorzien.
De versie-aanduiding van Xubuntu volgt die van Ubuntu, op grond van jaar en maand van uitgave. Daarnaast krijgen ze dezelfde bijnaam als die van Ubuntu, bijvoorbeeld:
- Xubuntu 17.10 Artfull Aardvark (uitgekomen in oktober 2017);
- Xubuntu 18.04 Bionic Beaver (uitgekomen in april 2018).

De eerste versie was Dapper Drake, 6.06.